# Свешников, Владислав Васильевич
Владисла́в Васи́льевич Све́шников (4 января 1937, Ейск, Краснодарский край) — священник Русской православной церкви, настоятель храма Трёх Святителей на Кулишках (Москва), доктор богословия (2000), профессор Свято-Тихоновского Православного гуманитарного университета (до 2019 г.)

## Биография
Владислав Свешников родился в 1937 году в Ейске в семье военнослужащего и учительницы математики средней школы.
В 1954 году окончил среднюю школу в Дмитрове . В том же году поступил в Московский геологоразведочный институт, но, не закончив его, в 1956 году поступил во Всероссийский государственный институт кинематографии имени С. А. Герасимова. Именно там впервые прочитал Библию, которая, по его словам, «навсегда стала самой ценной книгой в жизни».
В 1961 году он окончил киноведческий факультет по специальности киноведение. Несколько лет работал в Госфильмофонде и ряде других организаций, последняя из них — Министерство приборостроения, средств автоматизации и систем управления (в 1971—1974 годах начальник общего отдела).
В это время, поняв невозможность жизни без высших идеалов (без Бога), он изменил жизненные решения и перешёл на церковную работу.
В 1974—1975 годах работал сторожем и алтарником в храме Рождества Иоанна Предтечи на Пресне.
3 мая 1976 года рукоположён во диакона, 28 августа 1976 года — во священника в Калининской (ныне Тверской) епархии. Назначен в клир в Знаменский храм в городе Осташкове.
Два года служил у мощей преподобного Нила Столобенского.
С 1978 года — настоятель Никольского храма села Чурилово, а затем Михаило-Архангельского храма в городе Торжке (той же епархии).
В 1990 году был переведён в Московскую область для восстановления Казанской церкви села Пучково (город Троицк, Новая Москва).
В 1991 году сформировал общину, желавшую открыть храм Трёх Святителей на Кулишках. 30 июня 1992 года вышло постановление Правительства Москвы о передаче храма верующим. 6 июля 1996 года в день празднования Владимирской иконы Божией Матери в верхнем приделе во имя Живоначальной Троицы была отслужена первая литургия.
13 ноября 2000 года на заседании учреждённого Патриархом Алексием II специализированного Учёного совета Православного Свято-Тихоновского Богословского Института представил монографию «Очерки христианской этики» на соискание ученой степени магистра богословия. Оппоненты диссертации предложили признать работу протоиерея Владислава заслуживающей степени доктора богословия.

## Деятельность
В 1990—2000-х выступал на радио «Радонеж», участвовал в работе патриотических движений, был духовным наставником Союза Православных граждан, принимал участие в деятельности движения С. Ю. Глазьева «За достойную жизнь».
Преподавал:
- нравственное богословие на кафедре практического богословия в Православном Свято-Тихоновском гуманитарном университете,
- литургику на Московских Православных регентских курсах (МПРК).

## Публикации
статьи
- Покаяние — путь в Царство Небесное // Журнал Московской Патриархии. 1988. — № 2. — С. 43-44.
- В день памяти преподобного Ефрема Новоторжского // Журнал Московской Патриархии. 1988. — № 7. — С. 49-50.
- Новый человек для Царства Небесного // Журнал Московской Патриархии. 1989. — № 1. — С. 43-44.
- Слово в Неделю ваий // Журнал Московской Патриархии. 2003. — № 3. — С. 51-53.
- Содержание христианского этического творчества [доклад при защите степени доктора богословия в Свято-Тихоновском Богословском институте (2001 год)] // Журнал Московской Патриархии. 2003. — № 9. — С. 70-77.

книги
- «О церкви, России и нравственном мире» (совм. с протоиереем Александром Шаргуновым), 1993 год.
- «24 слова о вере»
- «Заметки о национализме подлинном и мнимом», 1995 год.
- «Очерки христианской этики», 2000 год — монография.
- «Прикосновение веры», 2005 год.
- «Полёт литургии», 2011 год.
- «Мировоззрение. Структура, содержание, созерцание», 2015 год.
- «Нравственное благовестие апостола Павла», 2018 год.
- «Молитвенные зовы утра и вечера», 2022 год.

## Награды
- 1987 — орден святого равноапостольного князя Владимира III степени
- 1995 — орден благоверного князя Даниила Московского III степени
- 1998 — право ношения креста с украшениями
- 2013 — орден святителя Иннокентия Московского
- 2017 — орден преподобного Серафима Саровского III степени
- 2019 — право служения Божественной литургии с отверстыми царскими вратами по «Иже Херувимы…»

## Интервью, статьи
- http://www.bogoyavlenskoe.ru/about/duhovenstvo/sveshnikov
- «Основной причиной проституции является безнравственность»
- «Не нужно специальных изобретений, чтобы привлечь молодежь к Церкви»
- «Сегодня дети не хотят жить с родителями»
- «О неосуждении»
- «Презентация „Полёт Литургии“»
- Этика заводил митинга
- https://www.pravmir.ru/protoierej-vladislav-sveshnikov-vypisan-iz-bolniczy/
- https://www.vesti.ru/article/1586696

### Цитаты
Национальное бытие — бессодержательно; мировоззренческое пространство наполнено бессмыслицами — антинародно-либеральными, ветхо-коммунистическими или квази-патриотическими. На всей этой чуши ничего дельного не построить. Одни подделки и подмены. Надо выжидать, одновременно действуя…
Блажен тот, кто во время земной жизни Спасителя, почуяв своим духом Его животворящую силу, дерзнул прикоснуться хотя бы к краю риз Его в надежде ощутить на себе спасающий ток этой силы; блажен: ибо по его вере животворящая сила Христова даровала ему спасительную жизнь.
Блажен и тот, кто жизненно пребывая в животворящем теле Церкви, глава которой — Христос, смиренно осмеливался касаться духом своей несовершенной, но несомненной веры сокровенных Таин Божественной жизни, и токи Божественной благодати вводили его в мирное творческое лоно вечнующих вдохновений.
Дерзаем и мы, по прямому повелению Христову, не остаться в стороне от этих желанных касаний, и, может быть, предметы, до которых достанет прикосновение нашей немощной веры — в её интуитивных прозрениях, в рассуждениях верующего ума, в сверхчувственных созерцаниях, — откроют свои подлинные смыслы, порою ясные, а порою потаенные…